# Jean Casimir-Perier
Jean Casimir-Perier (París, 8 de noviembre de 1847 - París, 11 de marzo de 1907) fue presidente de Francia entre 1894 y 1895.

## Biografía
Nació en París hijo de Auguste Casimir-Perier y nieto de Casimir Pierre Perier, presidente del Consejo de ministros del rey Luis Felipe I. Entró en la vida pública como secretario de su padre, quien era ministro del Interior bajo la presidencia de Thiers.
En 1874 fue elegido concejal general del departamento de Aube y fue designado a la cámara de diputados del mismo departamento en las elecciones generales de 1876. Fue reelegido para ese cargo hasta su presidencia. A pesar de la tradición de su familia se unió al grupo republicano de izquierda. Se negó a votar a favor de la expulsión de la princesa en 1883, y renunció a la diputación tras la aprobación de la ley debido a su relación personal con la Casa de Orleans.
El 17 de agosto de 1883 se convirtió en subsecretario del Ministerio de Guerra, puesto que mantuvo hasta el 7 de enero de 1885. Entre 1890 y 1892 fue vicepresidente de la cámara, en 1893 pasó a ser el presidente. El 3 de diciembre fue nombrado presidente del Consejo de ministros ocupando el departamento de asuntos exteriores, renunció en mayo de 1894 y fue reelegido presidente de la cámara.
El 27 de junio de 1894, luego del asesinato del presidente Carnot, fue elegido presidente de la república con 451 votos contra 195 de Henri Brisson y 97 de Charles Dupuy. Su presidencia duró solo seis meses. La renuncia del ministro Dupuy el 14 de enero de 1895 fue seguida el día siguiente por la del presidente. Casimir-Perier explicó que se debía a que se sentía ignorado por los ministros quienes no lo consultaban antes de tomar decisiones y no lo mantenían informado sobre los eventos políticos, especialmente en relaciones exteriores.
Desde ese momento abandonó completamente la política y se dedicó a los negocios, especialmente la minería.